# ميكون
ميكون (بالروسية: Микунь) هي إحدى مدن روسيا في الكيان الفدرالي الروسي جمهورية كومي.